# Axel Høeg-Hansen
Axel Johannes Høeg-Hansen (27. juni 1877 på Frederiksberg – 30. august 1947 i Bjørnehovede ved Frederiksværk) var en dansk arkitekt, der har sat et stort præg på Aarhus' arkitektur i begyndelsen af det 20. århundrede. 
Høeg Hansen står bl.a. bag Aarhus Kunstbygning (1917), Aarhus Stadion (1920), de karakteristiske gule boligkarréer i Park Allé og ved Banegårdspladsen (1920'erne), Aarhus Amtssygehus (1935) samt boligkvarterer i det sydlige Aarhus. Stilistisk repræsenterede han nyklassicismen og funktionalismen. 
Høeg-Hansens forældre var kommunelærer, senere overlærer Henrik Hansen og Alma Isabella Clausen.
Han gik på Handelsskolen 1893-94, blev murersvend 1897, dernæst Teknisk Skole, hvor han tog afgang 1898. Han gik på Kunstakademiets Arkitektskole fra 1898 indtil afgang 1907. Undervejs var han ansat hos Ulrik Plesner 1898, Claudius August Wiinholt 1898-99 og Fritz Koch 1900-05.
Han var ansat hos Anton Rosen 1907-09 og havde egen tegnestue i Aarhus fra 1909. Tegnestuen blev drevet sammen med Harald Salling-Mortensen 1935-40. Medlem af bestyrelsen for Akademisk Arkitektforening 1909-19 og formand for dennes Jyllandsafdeling 1933-38, medstifter af Foreningen Moderne Kunst i Aarhus og af A/S Aarhus Kunstbygning. Desuden var han medlem af Universitets Samvirket i Aarhus.
Høeg-Hansen fik K.A. Larssens legat 1905-06, bronzemedalje 1909 på Landsudstillingen i Aarhus og sølvmedalje 1920 (for Aarhus Stadion). Han modtog Akademisk Arkitektforenings æresmedalje 1939.
Axel Høeg-Hansen repræsenterede Danmark i disciplinen arkitektur ved Sommer-OL 1928 i Amsterdam. Han udstillede på Charlottenborg Forårsudstilling 1909 og på Landudstillingen i Aarhus samme år. Han rejste i Spanien 1906-07, i Norge 1909 og fik senere flere rejser i Sverige, Tyskland, Holland, Belgien og Frankrig.
Høeg-Hansen blev Ridder af Dannebrog 1924 og Dannebrogsmand 1935.
Han blev gift 23. juni 1909 i Helgenæs med Inga Pauline Liggern Hansen (5. maj 1876 i Vester Aker, Norge, 6. juli 1954 i Gentofte), datter af gårdbruger Peder Hansen og Frederikke Gulbrandtsdatter. Han er begravet på Solbjerg Parkkirkegård.
Der findes to portrætmalerier af William Stuhr.

## Værker
(I Aarhus og omegn, hvor ikke andet er nævnt)
- Forlagsboghandler Martins landsted i Kildekrog (1905)
- Havnegade 30 (1909)
- Fåborggade 8, 18-20 (1910)
- Marselisvej 10 (1910)
- Dalgas Avenue 9, 19-23 (1911)
- Bogensegade 15 (1911)
- Grønnegade 6 (1911)
- Administrationsbygning for Frichs Fabrikker, Åbyhøj (1912)
- Vestergade 75 og 81 (1912)
- Blegdammen 3, 5, 6, 7, 8 og 9 (1912)
- Fabrik, Mejlgade 55 (1912)
- Harald Jensens Plads 1a (1913)
- Horsensgade 13 (1913)
- Grønnegade 4, 66, 68, 70, 72, og 74 (1914)
- Skolebakken 7, eget hus (1914)
- Ingerslevs Plads 4 (1914)
- Grønnegade 79, 81 og 82-86 (1915)
- Møllegade 1-3 (1915)
- Kunstbygning, J.M. Mørksgade 13 (1916)
- Grønnegade 75-77, 87 (1916)
- Finsensgade 12 (1916)
- De Mezas Vej 11, 13, 15, 17, 19, 21 (1917)
- Landsted, Holme (1917)
- Direktør Chr. G. Hansens landsted, Lønstrup (1917)
- Nørre Allé 88, 90 (1917)
- Trælasthandel, Silkeborgvej 4-8, (1917)
- Søndergade 35-37 (1918)
- Direktør Scharlings landsted, Risskov (1918)
- Hotel og biograf (Regina), Søndergade 53 (1918)
- Søndergade 72-74 (1918)
- Hammel Bank, Hammel (1918)
- Slippen, Aarhus Havns administrationsbygning (1918)
- Aarhus Stadion, nu NRGi Arena (1916-18, trækonstruktionen genanvendt fra Københavns 2. banegård (1863-64 af J.D. Herholdt))[1]
- Vejlegade 4, 6, 8, 10, 12 (1918)
- Åboulevarden 96, 98, 100 (1918)
- Viborgvej, transformerstation og bestyrerbolig, Viborgvej (1919)
- Dobbelthuse for Arbejdernes Andels Boligforening (Aarhus) (AAB), Rugbakkevej (1919)
- Ingerslevs Boulevard 14-24 (1919)
- Herregården Allinggård ved Grønbæk (hovedbygning og avlsbygninger) (1919-1920)
- Herredsfuldmægtig E. Jopps Landsted ved Grønbæk, Alling Kloster (1919-1920)
- Kurhus ved Silkeborg (1919)
- Bygning for Tvermoes & Abrahamsen, Søndergade (1920, senere overtaget af FDB)
- Lagerbygning på Asylvej (1920)
- Godset Clasonsborg ved Kibæk (hovedbygning og forpagterbolig) (1920, genopført efter brand 1926 af samme, nu Danmarks Lærerforening)
- Villaer for AAB, Marienlundsvej (1920)
- Marselisvej 17 (1920)
- Ombygning af herregården Møllerup ved Rønde (hovedbygning og udbygninger) (1920-21)
- Transformatorstationer ved Aarhus og Skive (1921)
- Villaer for AAB, Dronning Margrethes Vej og Skovfaldet (1921)
- Lundbyesgade (1921)
- Udvidelse af Østergade forsamlingsbygning (1922)
- Sønder Allé 3-9 (1923)
- Sønder Allé 4-6 (1924)
- Bissensgade 1-19 (1925)
- Ryesgade 33-35 (1925)
- Maleren Joh. V. Christensens landsted, Nymindegab (1926)
- Villaer for AAB, Nordre Ringgade (1926-27)
- Katolsk Kirkes Stiftelse, Bruunbro, gelændermur, Ryesgade 28-30 (1928)
- Banegårdsgade 6-10 (1928)
- Bank, Kannikegade (1929)
- Hotel, Ryesgade 29 (1929)
- Bananlager, Sonnesgade (1930)
- Park Allé 1-15 (1931)
- Hotel, Banegårdspladsen 12 (1931)
- Aarhus Amtssygehus (1931, sammen med Harald Salling-Mortensen)
- Udvidelse af Aarhus Privatbank, Kannikegade (1931-32)
- Banegårdspladsen 2 (1932)
- Bank, Store Torv 1 (1934)
- Banegårdspladsen 16-18 (1934)
- Aarhus og Omegns Bank (1935-37)
- Hotel, Banegårdspladsen 14 (1936)
- Ombygning af Aarhus Stiftstidendes hus., Kannikegade 14 (1936, sammen med Harald Salling-Mortensen)
- Roskilde Amtssygehus (1937-40, sammen med Harald Salling-Mortensen og Hans Schmidt)
- Ombygning af lystryksanstalt, Rosenkrantzgade 12 (1939)
- Ombygning af herregården Krabbesholm i Horns Herred (1940)

### Konkurrencer
- Bispetorv (1918, 3. præmie, sammen med Einar Utzon-Frank)
- Sankt Lukas Kirke (1926, 2. præmie)